# Nefrite (medicina)
La nefrite è un'infiammazione dei reni e può coinvolgere i glomeruli, i tubuli o il tessuto interstiziale renale che circonda i glomeruli e i tubuli.
È un tipo di nefropatia.
Può manifestarsi come glomerulonefrite, cioè l'infiammazione dei glomeruli (generalmente ciò che si indica quando si usa il termine "nefrite" senza specificazioni),, come pielonefrite o come nefrite interstiziale (o tubulo-interstiziale), l'infiammazione degli spazi tra i tubuli renali.